# Шатверян, Борис
Борис Шатверян (арм. Բորիս Շատվերյան; род. 12 февраля 1999; Абовян, Армения) — армянский самбист и дзюдоист. Член сборной Армении по самбо. Чемпион и призёр чемпионатов Европы и мира. Выступает в весовой категории до 79кг.

## Спортивные результаты

### Юношеские
- Первенство Мира (2016) — 3 место[6]
- Первенство Мира (2017) — 2 место[7]
- Первенство Европы (2017) — 1 место[8]

### Юниорские
- Первенство Европы (2019) — 3 место[9]

### Чемпионат Европы
- Чемпионат Европы (2023) — 3 место[10]